# صناعة السيارات في الولايات المتحدة

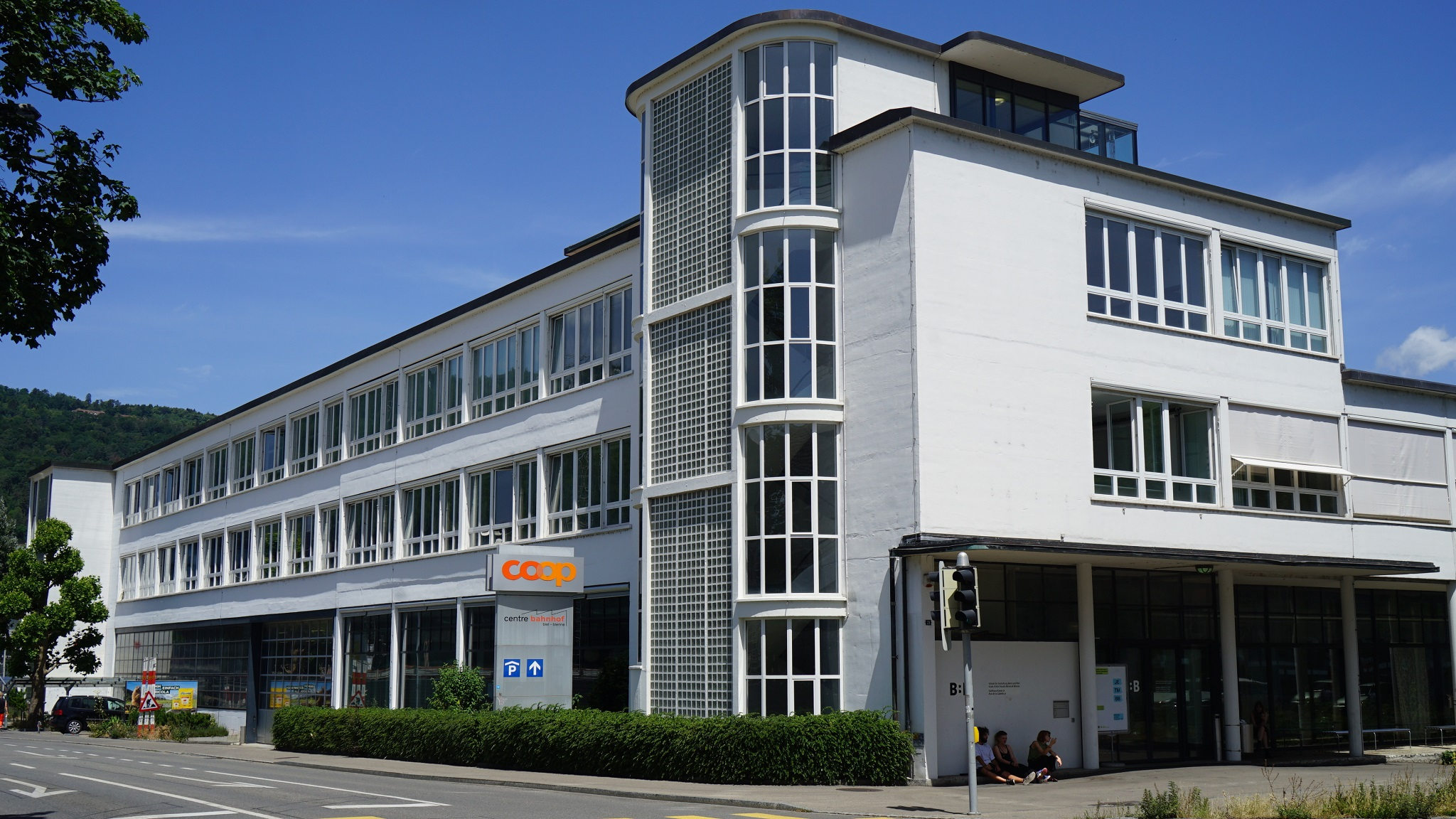
شركة سيارات أمريكية.

صناعة السيارات في الولايات المتحدة؛ لها تاريخ طويل وتعتبر واحدة من الصناعات الرئيسية في البلاد. تضم الولايات المتحدة عددًا كبيرًا من الشركات المصنعة للسيارات، بما في ذلك العديد من الشركات الكبيرة والشهيرة عالميًا.

## الشركات والماركات الرئيسية في صناعة السيارات في الولايات المتحدة

### جنرال موتورز (General Motors)
تأسست في عام 1908، وتعد واحدة من أكبر شركات تصنيع السيارات في العالم. تشمل علاماتها التجارية شيفروليه، جي إم سي، بويك، وكاديلاك.

### فورد (Ford)
تأسست في عام 1903، وتُعتبر واحدة من أشهر الشركات المصنعة للسيارات في العالم. تشمل علاماتها التجارية فورد ولينكولن.

### فيات كرايسلر ذاتية القيادة(Fiat Chrysler Automobiles)
تشمل علاماتها التجارية كرايسلر، دودج، رام، جيب، فايات، وألفا روميو. في عام 2021، اندمجت مع شركة ستيلانتيس (Stellantis) لتشكيل مجموعة ستيلانتيس.

### تسلا موتورز (Tesla Motors)
تعتبر رائدة في مجال السيارات الكهربائية، وتقوم بتصنيع سيارات كهربائية فاخرة وتقنيات الطاقة المتجددة.

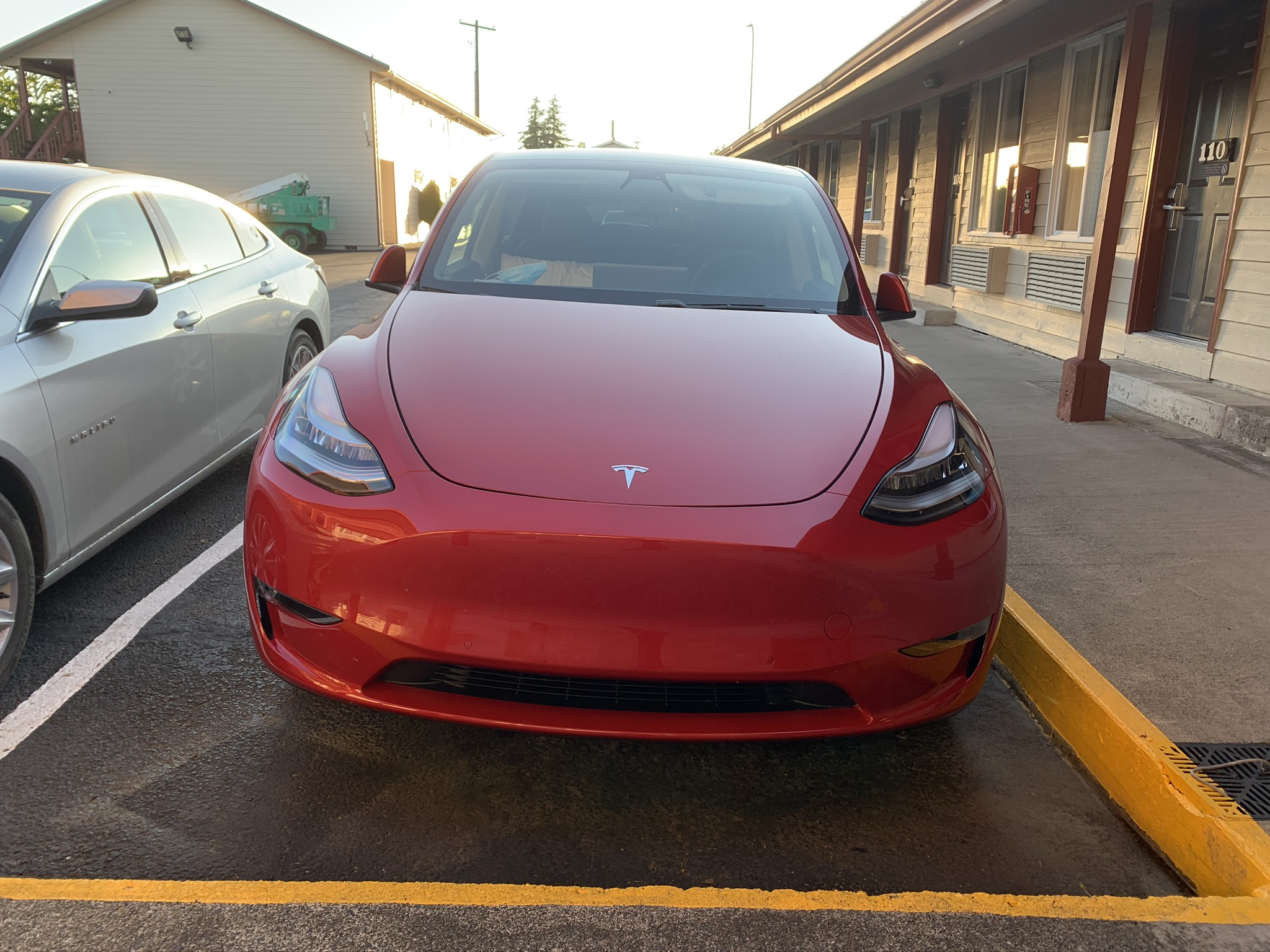
سيارة تسلا من الولايات المتحدة
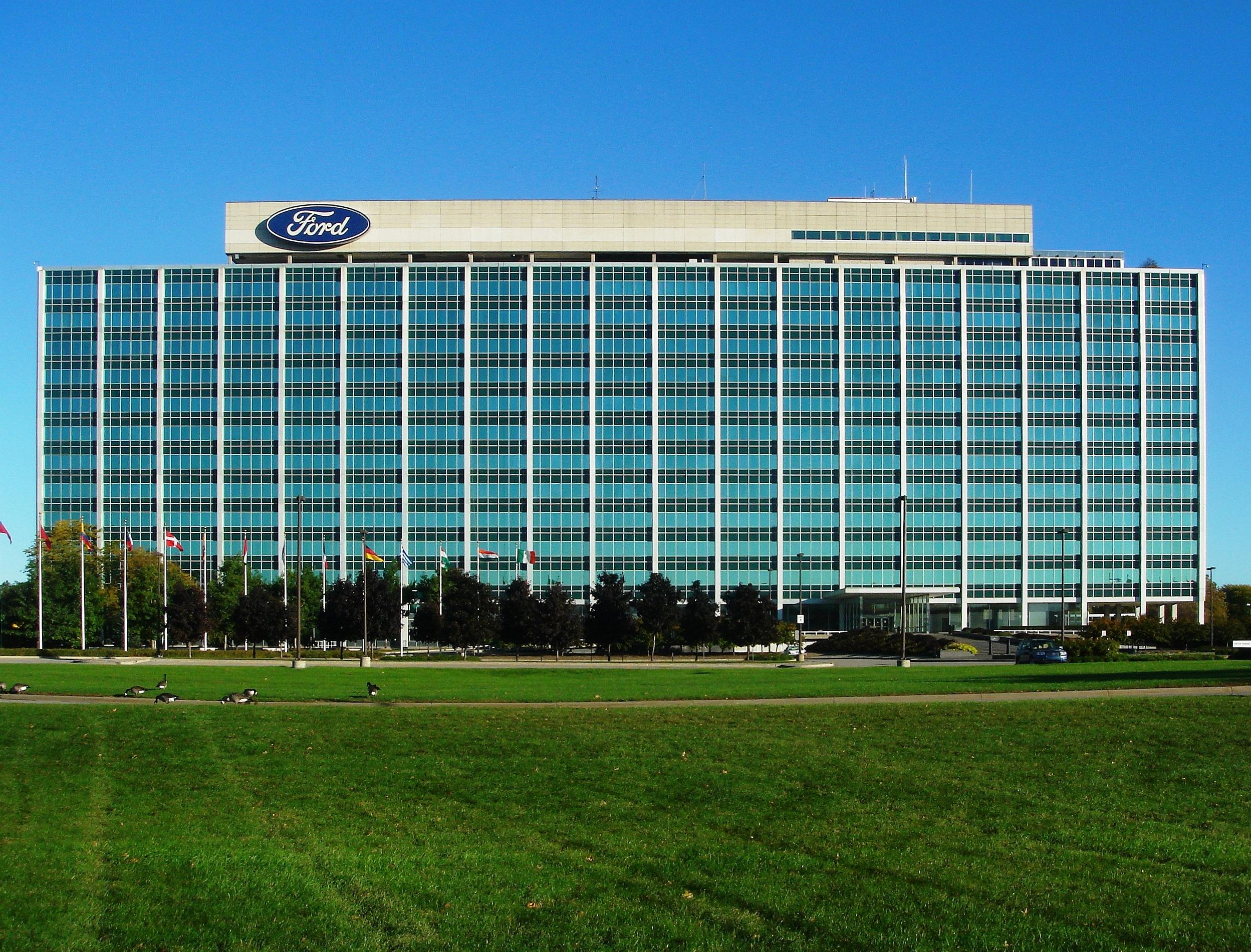
شركة فورد للسيارات في الولايات المتحدة.
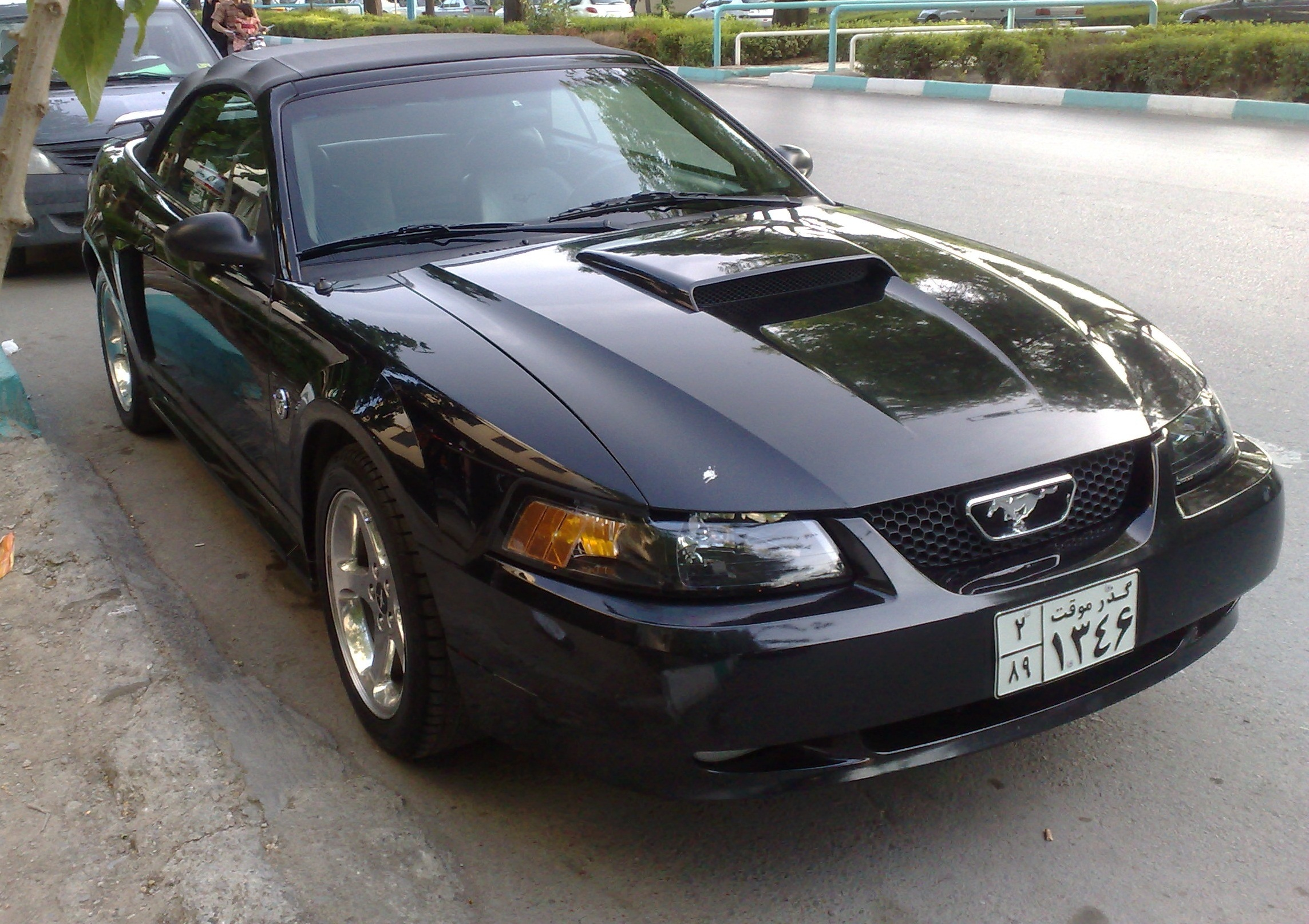
سيارة فورد مع العلامة التجارية.
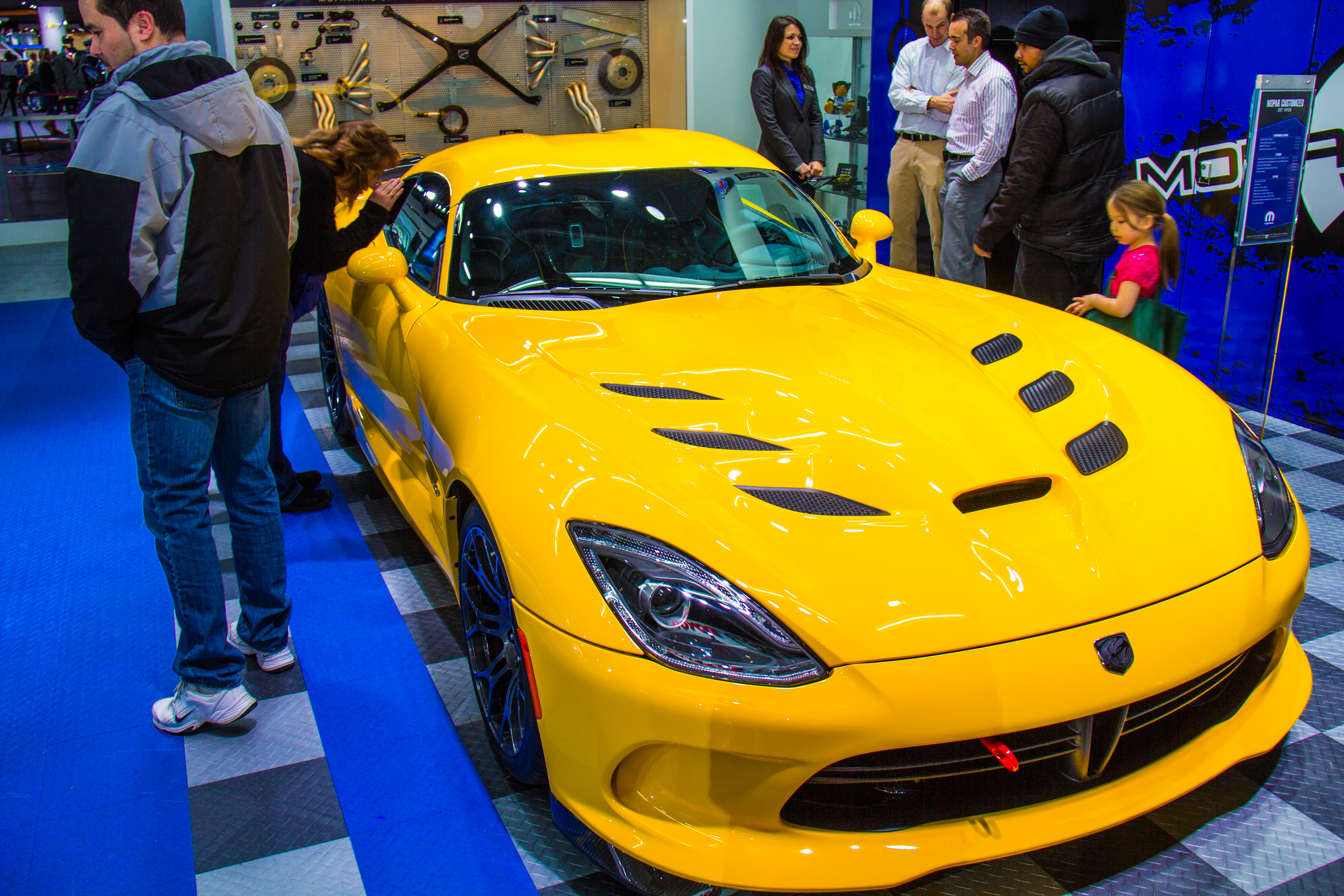
سيارة أمريكية ذاتية القيادة من شركة فيات كرايسلر.
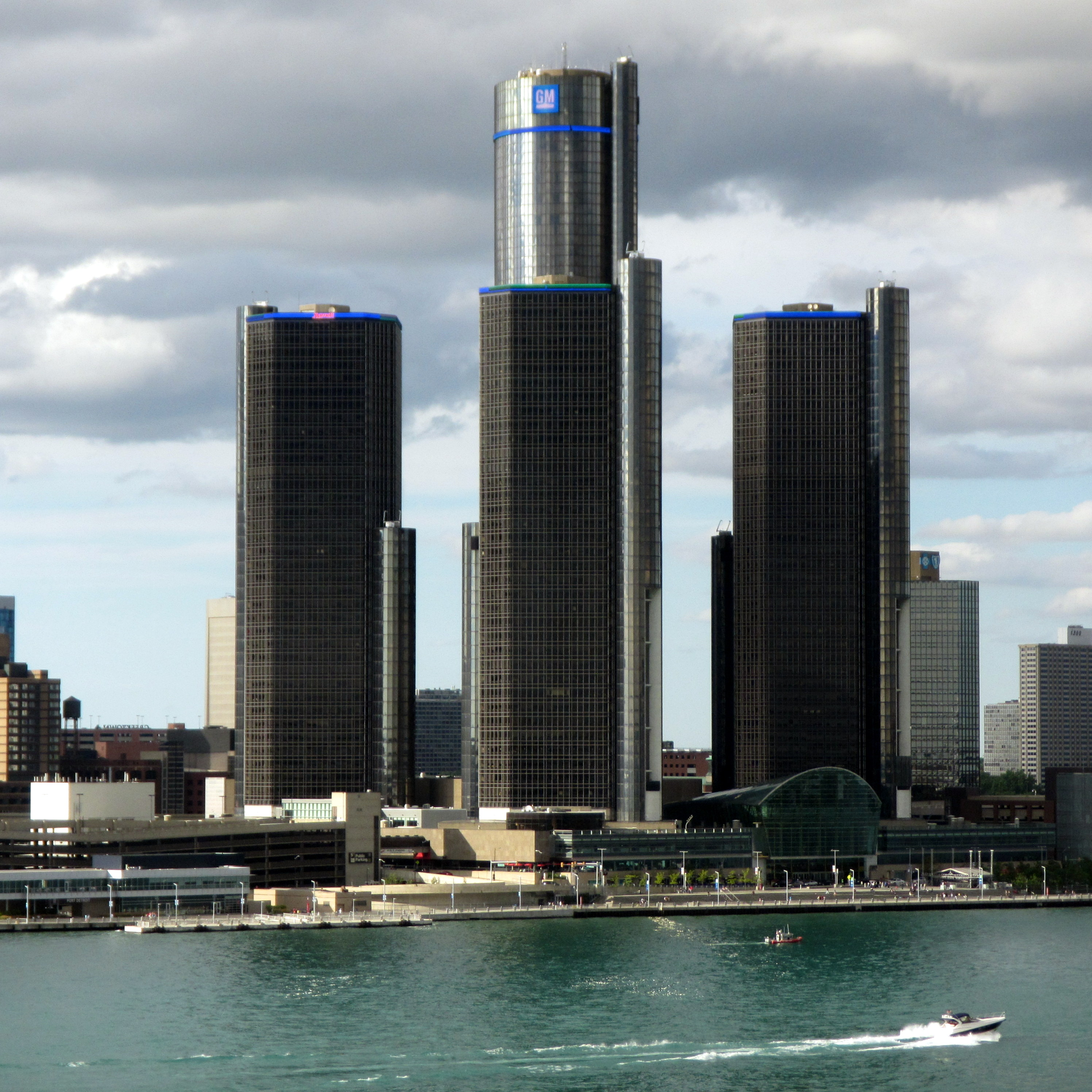
شركة جنرال موتورز الأمريكية للسيارات.
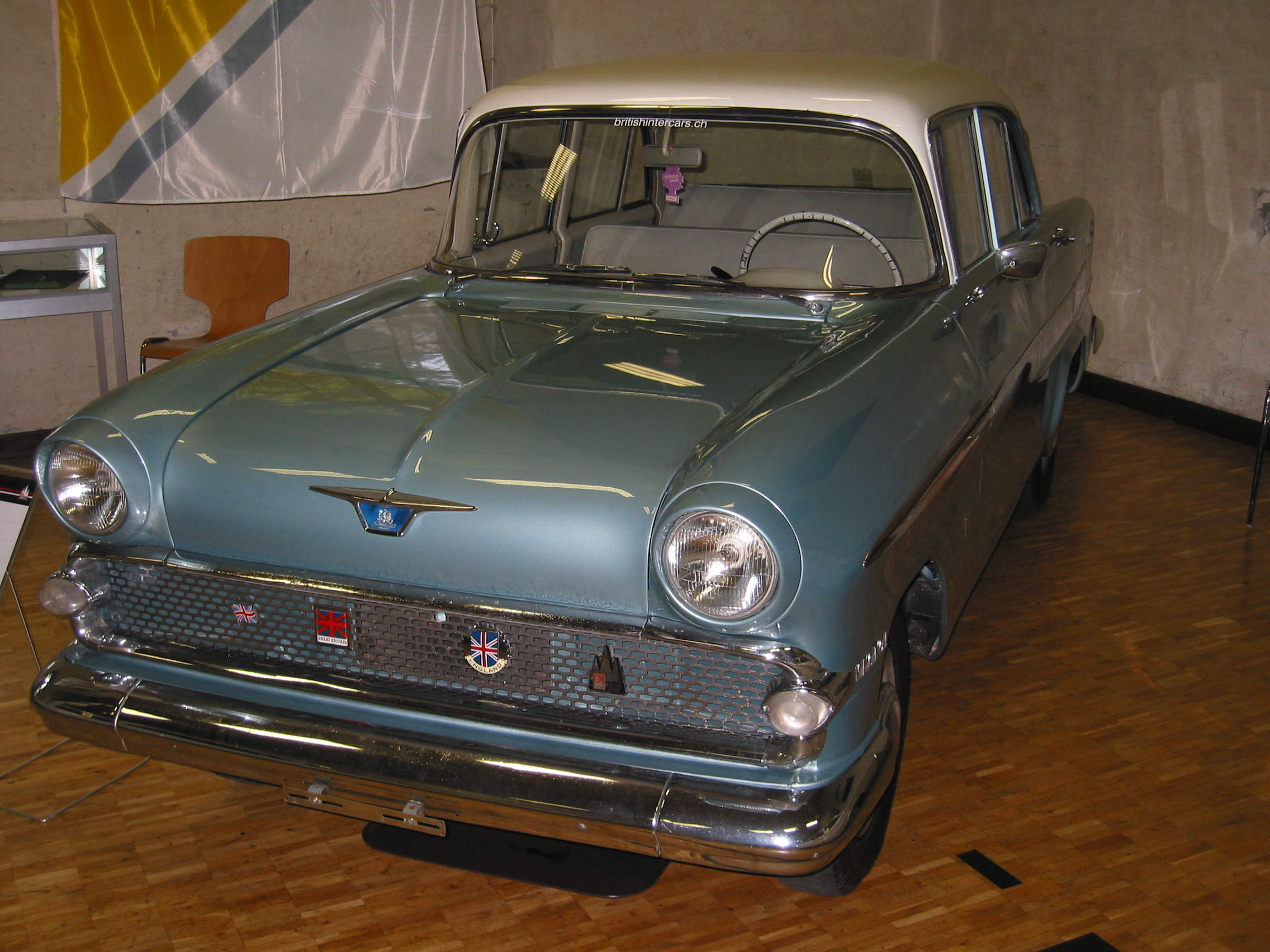
سيارة من شركة جنرال موتورز الأمريكية.

## شركات سيارات عالمية لها وحدات تصنيع في الولايات المتحدة
العديد من الشركات العالمية للسيارات لها وحدات تصنيع في الولايات المتحدة منها:
- تويوتا موتور أمريكا الشمالية (Toyota Motor North America): تمتلك تويوتا وحدات تصنيع في الولايات المتحدة وتقوم بتجميع سيارات تويوتا ولكزس في مصانعها الموجودة في ولايات مثل كاليفورنيا وكنتاكي وتكساس.
- هوندا أمريكا (Honda of America): تمتلك هوندا وحدات تصنيع في الولايات المتحدة وتقوم بتجميع سيارات هوندا وأكورد وسيفيك وCR-V في مصانعها الموجودة في ولايات مثل أوهايو وألاباما.
- نيسان أمريكا الشمالية (Nissan North America): تمتلك نيسان وحدات تصنيع في الولايات المتحدة وتقوم بتجميع سيارات نيسان وإنفينيتي في مصانعها الموجودة في ولايات مثل تينيسي وميسيسيبي.
- بي إم دبليو أوف أمريكا الشمالية (BMW of North America): تمتلك بي إم دبليو وحدات تصنيع في الولايات المتحدة وتقوم بتجميع سيارات بي إم دبليو وميني في مصانعها الموجودة في ولايات مثل كارولينا الشمالية وكاليفورنيا.

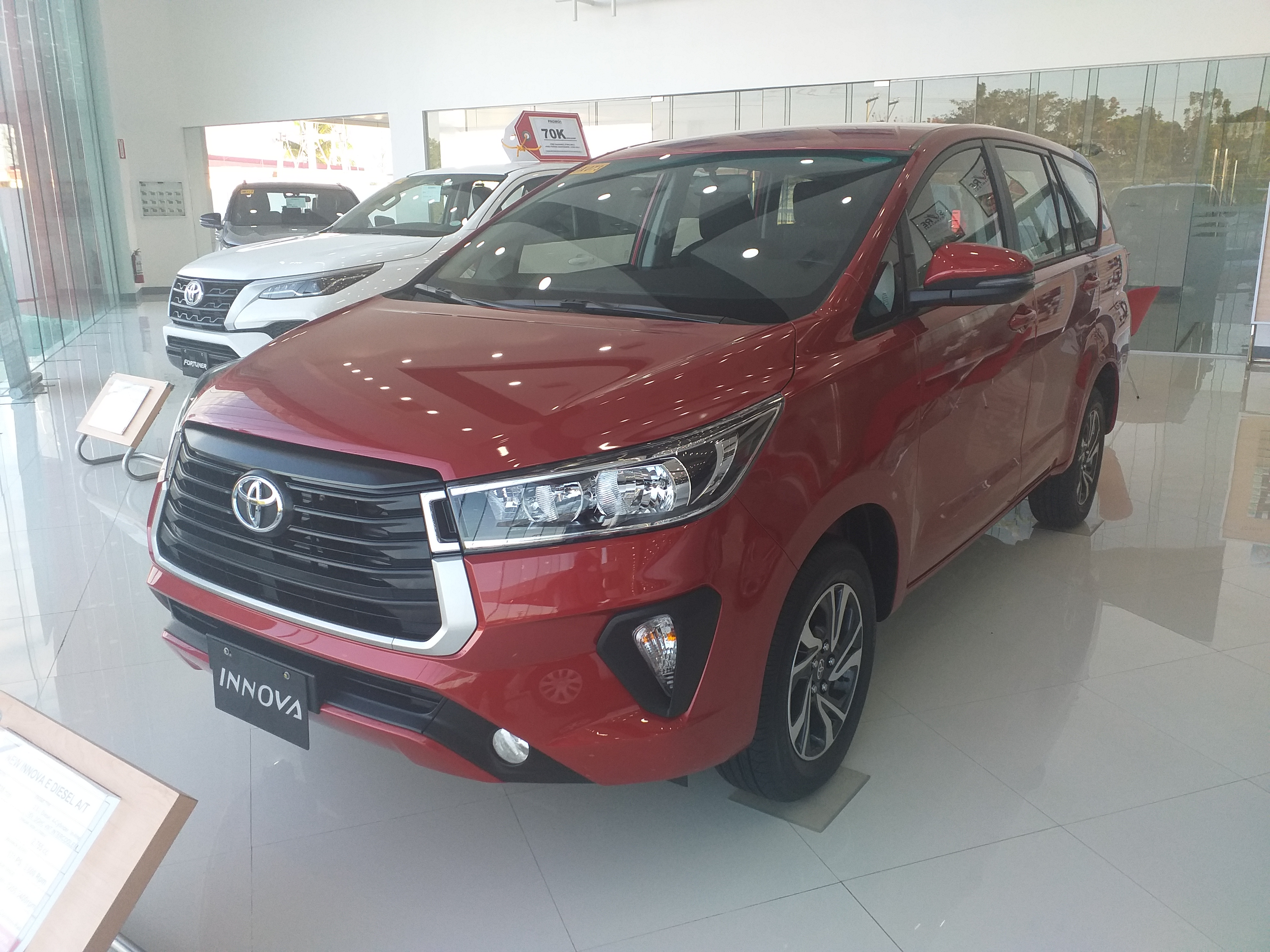
سيارة تويوتا حيث لها وحدة تصنيع في الولايات المتحدة.
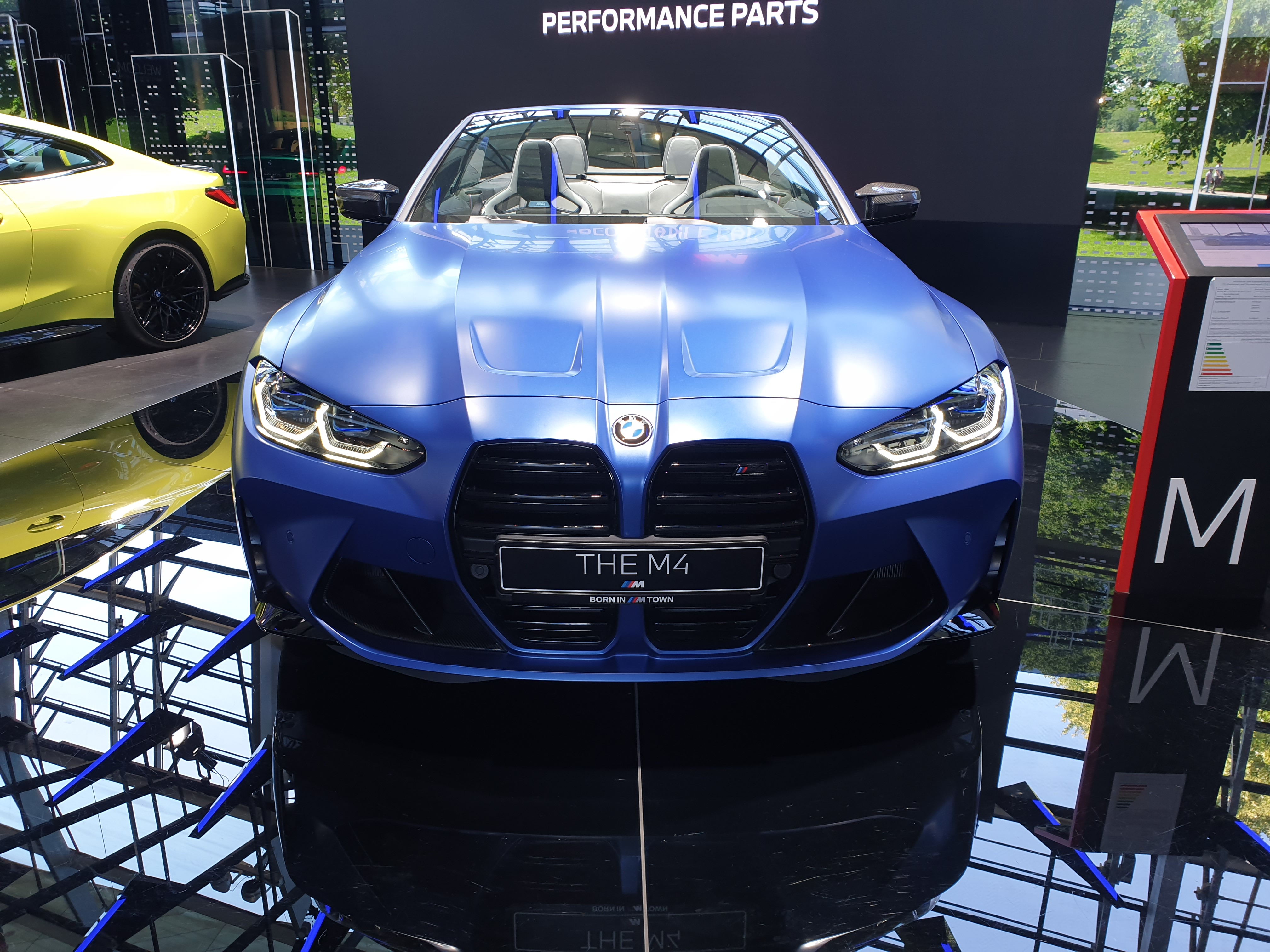
إحدى سيارات شركة بي أم دبليو حيث لها وحدة تصنيع في الولايات المتحدة.
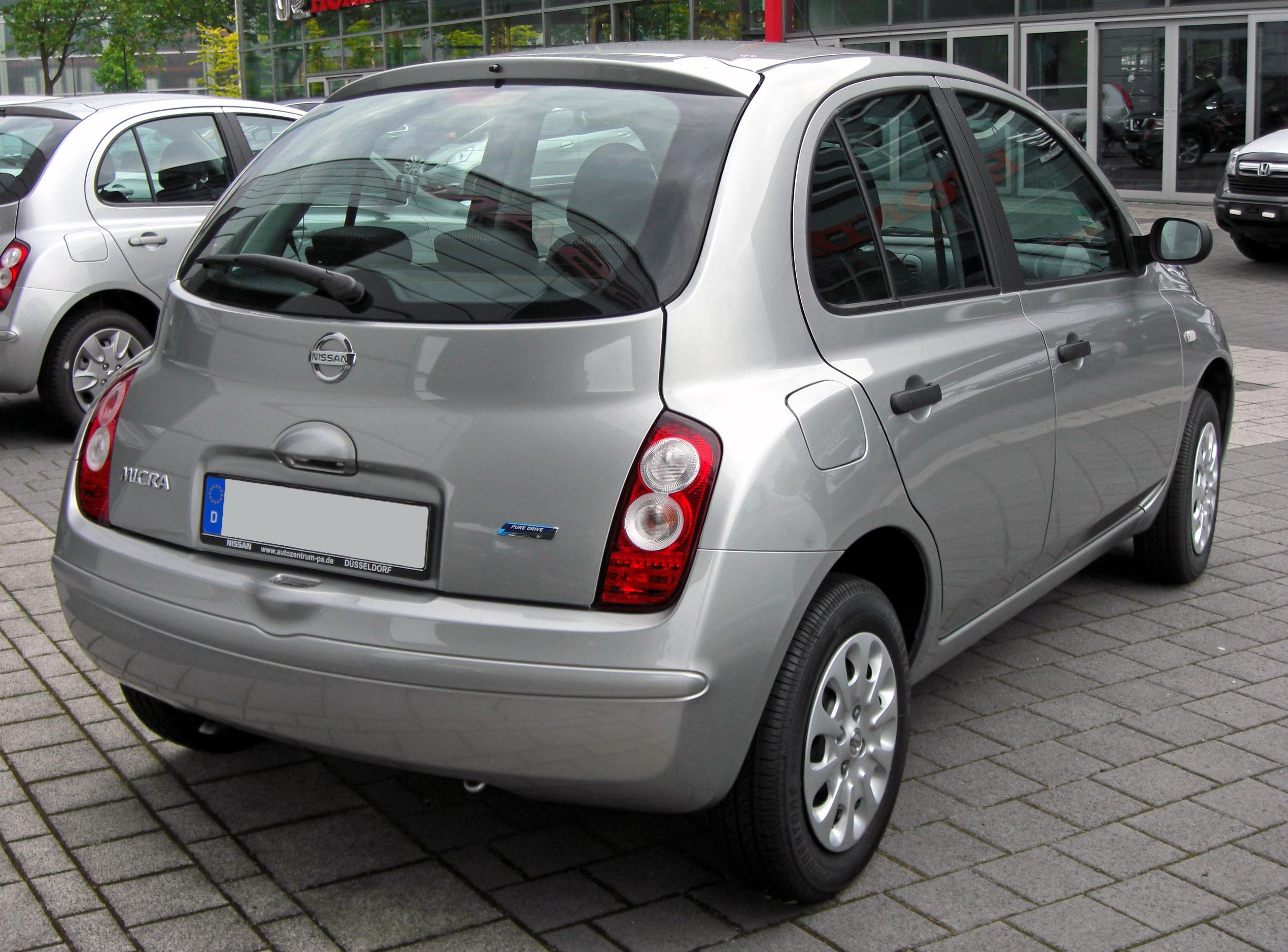
سيارة من شركة نيسان.

## مزايا الصناعة الأمريكية للسيارات
صناعة السيارات في الولايات المتحدة تتمتع بالعديد من المميزات التي تجعل صناعة السيارات في الولايات المتحدة قوية وتتمتع بمكانة مهمة على المستوى العالمي، ومن بينها:
- تاريخ طويل وخبرة غنية: تعود صناعة السيارات في الولايات المتحدة إلى فترة مبكرة، وقد تطورت وازدهرت على مر العقود. هذا يعني وجود تاريخ طويل من التكنولوجيا والخبرة في تصنيع السيارات.
- توفر الأسواق الكبيرة: الولايات المتحدة تعد واحدة من أكبر أسواق السيارات في العالم، مما يوفر فرصًا كبيرة للشركات المصنعة للتوسع وزيادة المبيعات.
- تنوع الشركات والماركات: يوجد في الولايات المتحدة مجموعة واسعة من الشركات المصنعة للسيارات وماركات متنوعة. هذا يعني توفر خيارات متعددة للمستهلكين وتنافسية قوية بين الشركات.
- التكنولوجيا والابتكار: تعتبر الولايات المتحدة مركزًا رائدًا للابتكار وتطوير التكنولوجيا في صناعة السيارات. الشركات المصنعة في الولايات المتحدة تسعى باستمرار لتطوير وتبني التقنيات الجديدة مثل السيارات الكهربائية والذكية والمستدامة.
- البنية التحتية المتطورة: تتمتع الولايات المتحدة ببنية تحتية قوية ومتطورة، بما في ذلك الشبكة الطرقية والموانئ والمطارات. هذا يسهل عمليات التصنيع والتوزيع والتصدير.
- القوى العاملة المهرة: تتميز الولايات المتحدة بتوافر القوى العاملة المهرة في صناعة السيارات. توجد مدارس تدريب متخصصة وبرامج لتأهيل العمالة للعمل في هذا القطاع.
- الاستدامة والمسؤولية الاجتماعية: تولي الشركات المصنعة في الولايات المتحدة اهتمامًا متزايدًا بالاستدامة البيئية والمسؤولية الاجتماعية. تعمل على تطوير واعتماد تقنيات ومواد صديقة للبيئة، وتدعم المجتمعات المحلية وتسعى للحد من أثرها البيئي.